# Göschenerreuss
La Göschenerreuss est un affluent de rive gauche de la Reuss, long de 12,4 km, dans la commune de Göschenen au sud-ouest du canton d'Uri. 

## Cours
La Göschenereuss prend sa source sur le glacier de Chelen (de), dominé par le Dammastock qui culmine à 3 631 mètres. Son cours supérieur se nomme Chelenreuss. 
Elle coule d'abord vers le sud-est à travers la vallée de Chelenalp, pour se jeter un peu plus tard dans le lac du barrage de Göscheneralpsee. Ce lac reçoit également les eaux de la Dammareuss qui collecte les eaux glaciaires du Dammagletscher.
Elle traverse ensuite la vallée dite Göschenertal en direction du nord-est et, à Wiggen, reçoit en rive gauche la Voralpreuss, son affluent le plus important.  
La Göschenerreuss parcourt encore 4,5 km et se jette enfin dans la Reuss à Göschenen.

## Activités
La vallée de la Göschenerreuss (Göschenertal) comprenait quatre hameaux :
- Abfrutt (1168 m) ;
- Wiggen (1318 m) ;
- Gwüest (1582 m) ;
- Göscheneralp (dont trois lieux-dits Älper, Boden et Mos) (1715 m) englouti lors de la mise en eau du barrage de Göscheneralp.

Ces hameaux avaient — et ont toujours — une vocation agricole, essentiellement tournée vers l'élevage et le fourrage.
Depuis 1960, année de sa mise en eau, le lac du barrage de Göscheneralpsee est, avec ses 75 millions de m³, un élément essentiel tant de l'approvisionnement en eau que de la fourniture d'énergie électrique du canton d'Uri et des CFF (372 GWh/an).
La vallée de la Göschenenreuss, ainsi que les sommets qui l'entourent, est propice aux activités de loisirs de montagne (alpinisme, randonnée…). Trois refuges du Club alpin suisse sont situés dans la Göscheneralptal (Chelenalphütte, Bergseehütte et Dammahütte), et deux autres dans la vallée confluente de Voralptal (Salbithütte et Voralphütte).

## Galerie photo

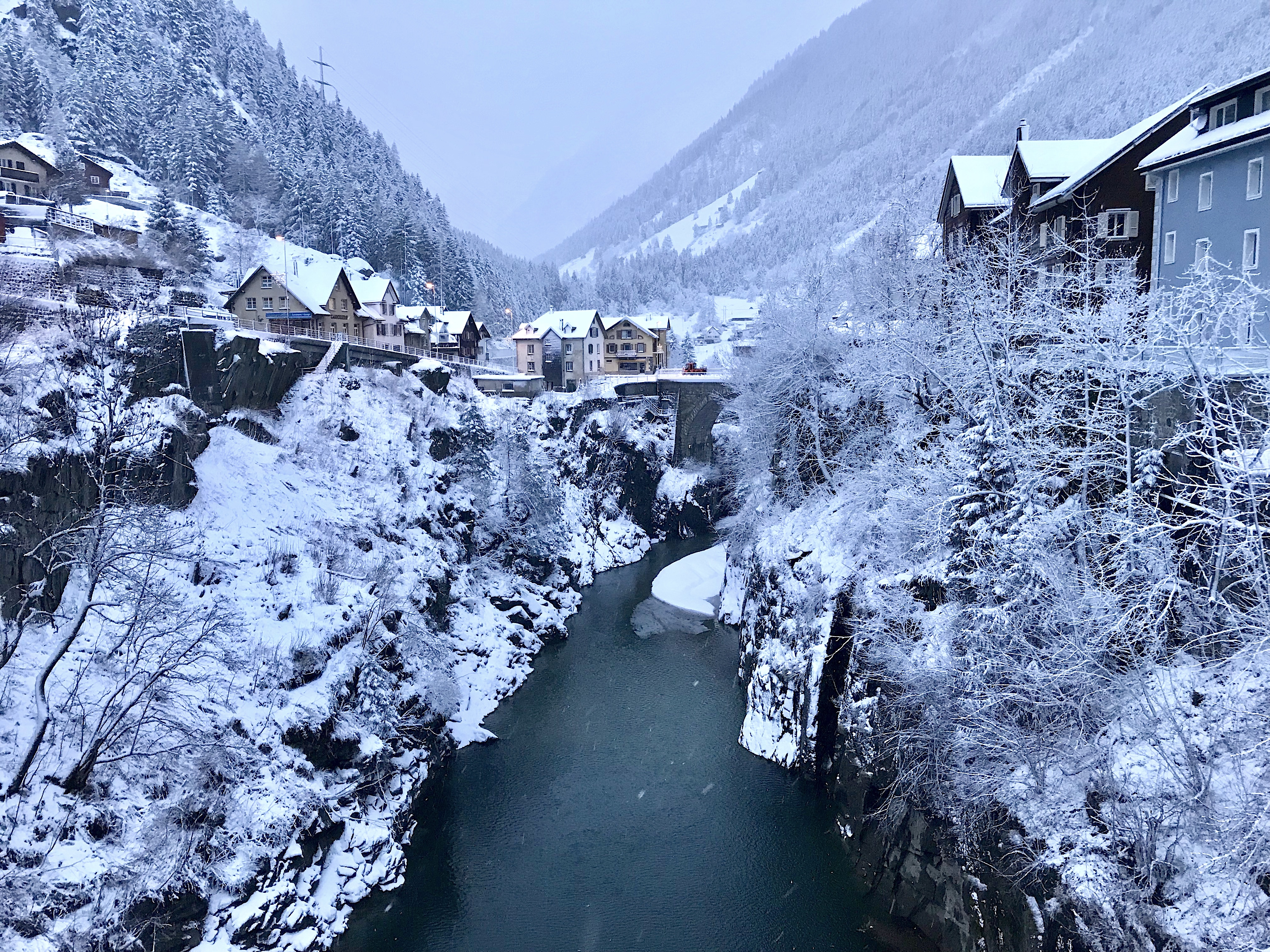
La Göschenerreuss à Göschenen durant l'hiver 2018.
L'ancien pont sur la Göschenerreuss, à Göschenen - photo prise avant 1918.
Göschenen, construction du nouveau pont, photo prise le 19 juin 1919.